# Ано Рачи
Вижте пояснителната страница за други значения на Кравари.
Ано Рачи (на гръцки: Άνω Ράχη) със старо име до 1927 г. Кравари е село, отстоящо на 30 км северно от Превеза, Епир, Гърция.
Намира се на южните склонове на Сулиотските планини на 360 м надморска височина. Селото е сулиотско и според легендата е основано след сулиотската война. Първото историческо споменаване на селото е през 1832 г. в османска наборна заповед като Кравари. Следващото му споменаване е през 1854 г. в „Хронографията на Епир“ от Панайотис Аравантинос пак като Кравари.